# Överkalkning

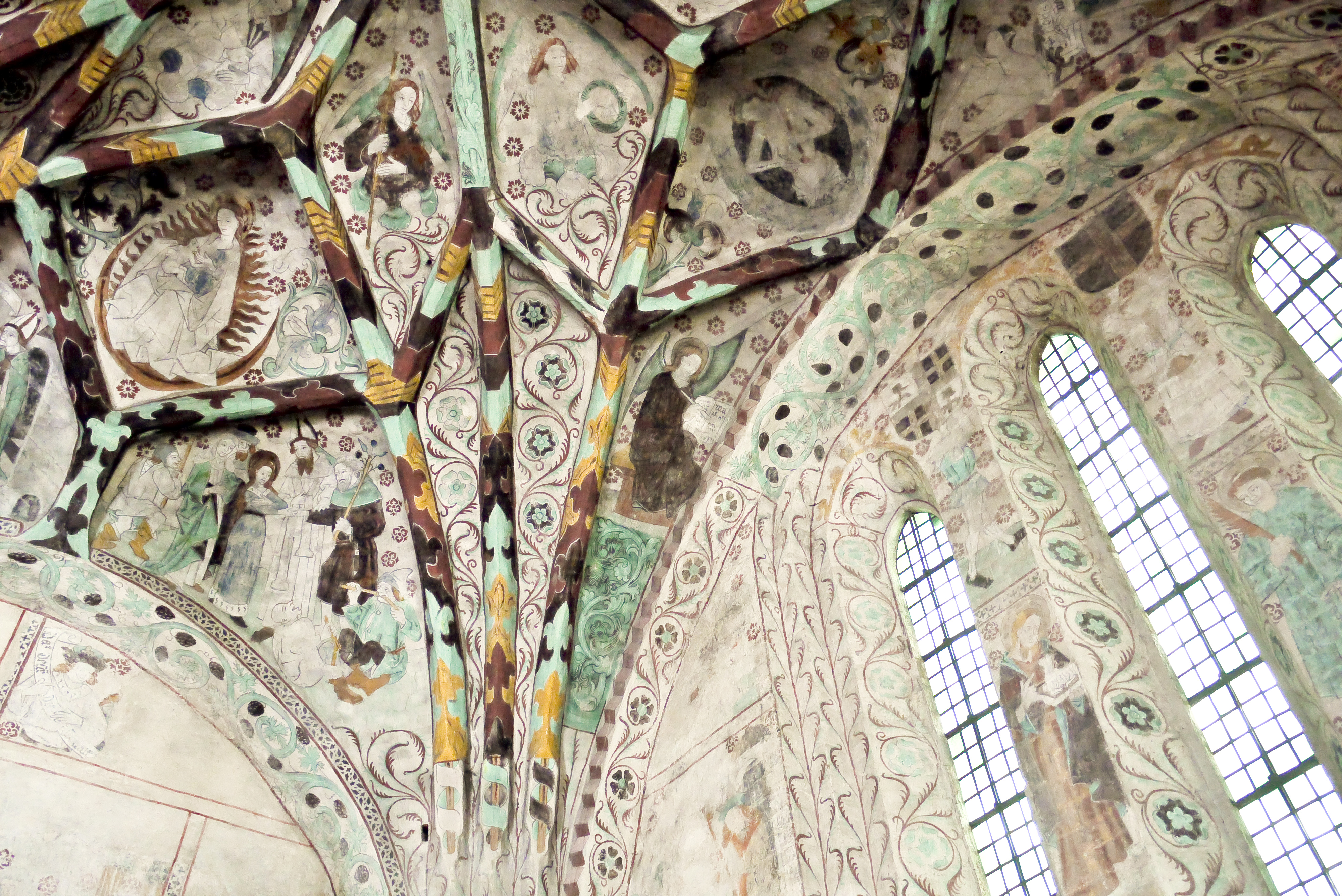
Det går att se skillnad på de målningar som varit överkalkade (väggen) och de som inte varit det (takvalvet) i Härkeberga kyrka. Färgerna har oxiderat sedan medeltiden. Den turkosa färgen har ursprungligen varit blå, och den bruna röd.

Överkalkning var något som gjordes i de flesta kyrkor i Sverige på 1700-talet för att dölja vad som då ansågs vara obscena eller opassande målningar. Många kyrkmålningar som har varit överkalkade har under senare tid tagits fram vid restaureringar. Överkalkningen har dock förstört färgen och många målningar. Täby kyrka är en av de få kyrkor där de medeltida målningarna aldrig varit överkalkade. I Härkeberga kyrka var väggmålningarna överkalkade, medan takvalvets målningar inte kalkades över.